# Баирики
Баири́ки — город на атолле Тарава, муниципалитет в составе Южной Таравы — официальной столицы Республики Кирибати.

## Природные условия
Город расположен на коралловом атолле. Климат — экваториальный, жаркий: температура в течение года колеблется от +26 до +28 градусов. В Байрики никогда не бывает резких перепадов температур и сильных штормов. Осадков выпадает от 1000 до 1200 мм в год. Естественная растительность представлена главным образом кустарниками и мангровыми зарослями.

## Население, язык, вероисповедание
Численность населения — 3522 человека (по переписи 2020 г.). В городе проживают в основном народность кирибати (96 %). Официальный язык — английский, однако большинство жителей столицы говорят на тунгаруанском (кирибати) языке. Две трети населения — протестанты-конгрегационисты, остальные — католики.

## История
12 июля 1979 г. была провозглашена независимость Республики Кирибати, и город Баирики, возникший в результате слияния нескольких деревень на юге атолла Тарава, получил статус столицы страны. Впоследствии столица была перенесена в Южную Тараву.

## Культурное значение

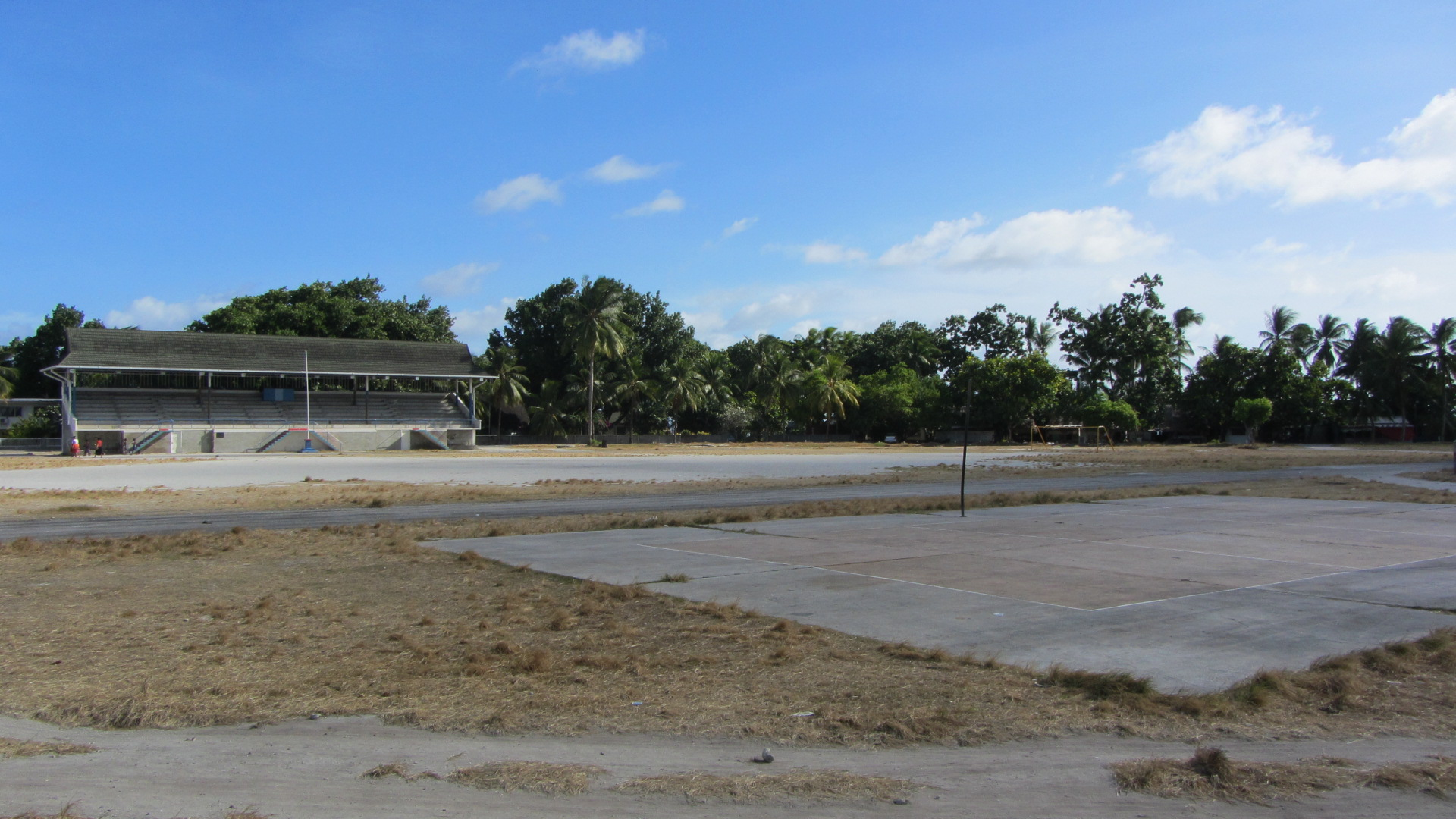
Стадион Баирики

Уровень культурного развития Баирики сравнительно невысокий, однако, в отличие от других городов Кирибати, в столице имеется телефонная связь, а также правительственные службы радио и телевидения. Помимо этого, в городе открыты педагогический колледж, мореходная школа и технологический институт. Общественный центр Баирики — Национальный футбольный стадион, крытая трибуна которого является самым большим сооружением в стране. Недалеко от футбольного поля находятся достаточно скромный президентский дворец, здание старой резиденции колониальных властей и тюрьма. Единственная улица Баирики — Мейн-стрит.